# Bossolasco
Bossolasco (Bossolasch in piemontese) è un comune italiano di 662 abitanti della provincia di Cuneo in Piemonte.

## Geografia fisica
Bossolasco, dal latino "Buxolascum" cioè "luogo di foreste di bossi"; sorge su un elevato (m. 747 s.l.m.) colle, sopra la valle Belbo.

## Storia

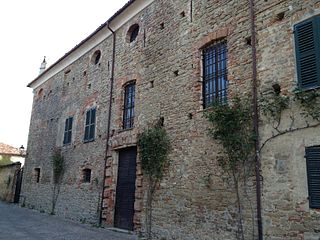
Il Castello dei Balestrino

I primi documenti che parlano di Bossolasco risalgono al 1077, ma è presumibile sia stato coinvolto in vicende storiche precedenti: la dominazione romana prima, quella barbarica poi.
I documenti successivi al 1077 raccontano le vicende di quest'epoca feudale ed in seguito le lotte tra i Marchesi del Monferrato e i Marchesi Del Carretto; esistono anche documenti che risalgono ai tempi della dominazione francese sotto Napoleone, all'appartenenza di Bossolasco al Regno di Savoia e, dal 1861, a quello d'Italia.
Durante la Resistenza (tra il 1943 e il 1945) il suo territorio fu controllato dalle formazioni partigiane, cui è dedicato il "Parco della Resistenza".

### Simboli
Lo stemma civico è così blasonato:
Il gonfalone è un drappo di bianco.

## Monumenti e luoghi d'interesse

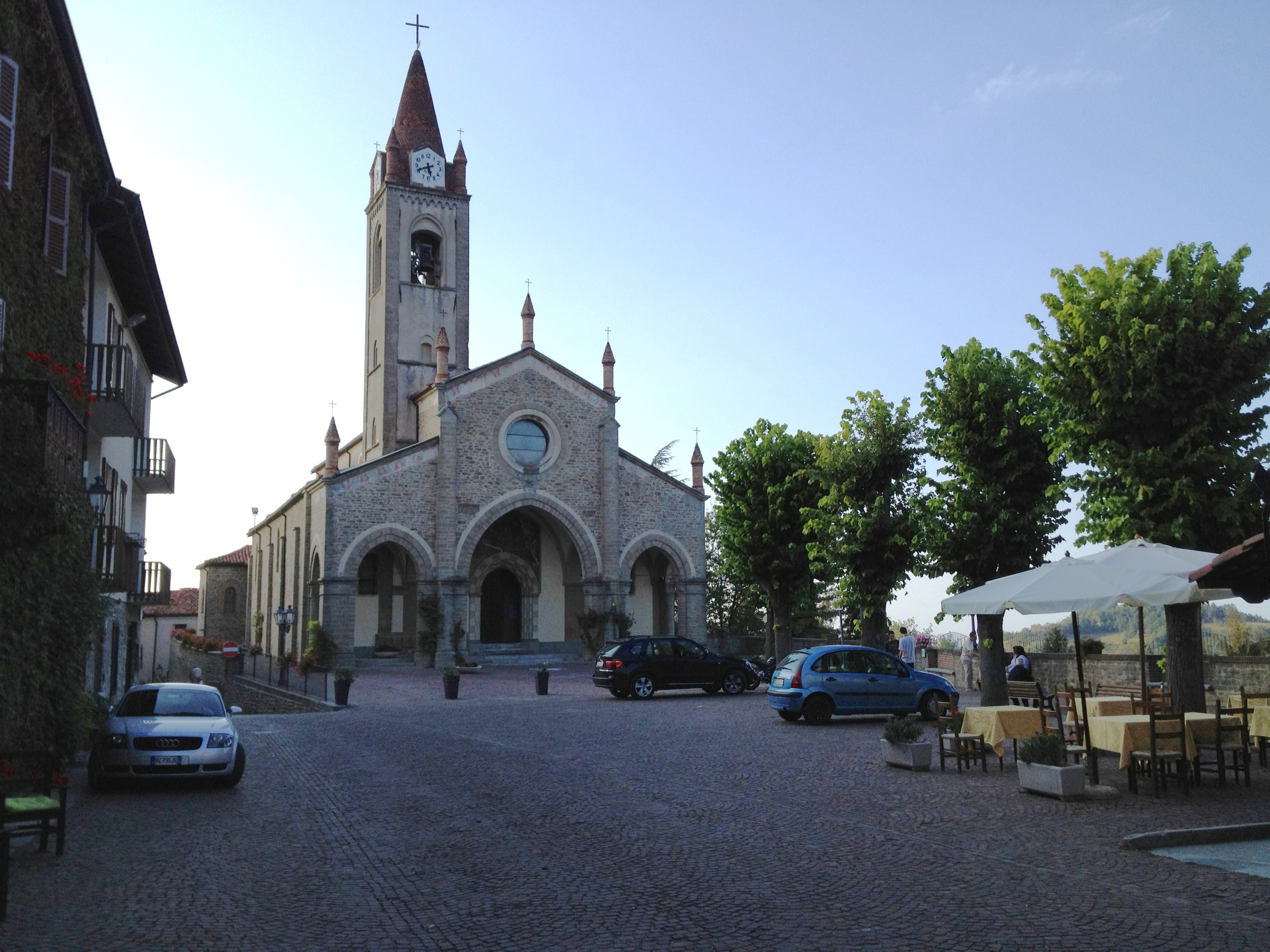
Chiesa San Giovanni Battista, in piazza XX settembre

La parte più antica e caratteristica del centro abitato si estende attorno alla piazza XX Settembre, nelle vie Umberto I d'Italia, Roma e sulla circonvallazione Bauzano.

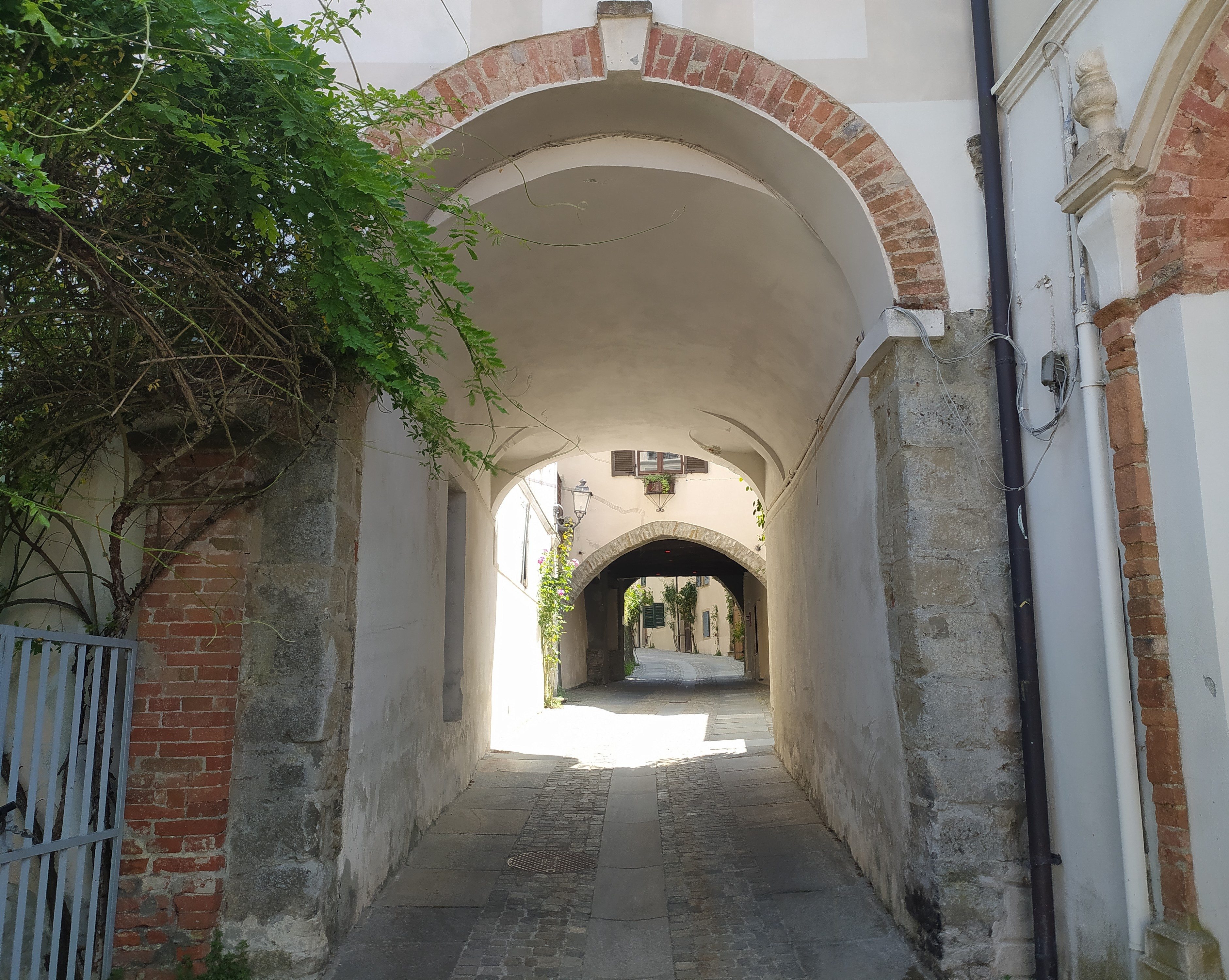
Ingresso al centro storico del paese

### Architetture religiose
- Chiesa di San Giovanni Battista, in piazza XX Settembre. La piazza della parrocchia è dedicata a San Giovanni Battista ed è stata ricostruita nel 1926 a imitazione dello stile gotico-lombardo, dove sorgeva l'antica chiesa della metà del XV secolo
- Chiesa della Madonna di Mellea
- Chiesa di Santa Maria Maddalena, in frazione Bossolaschetto
- Cappella di San Rocco
- Cappella Santa Maria degli Angeli
- Cappella dell'Angelo custode
- Pilone di San Francesco

### Architetture civili
- Castello dei Balestrino: situato sulla piazza XX Settembre. Costruzione seicentesca edificata dai Marchesi di Bossolasco, utilizzando i ruderi del castello dei Del Carretto. Nel 1760 passò alla famiglia Cabutti e fu destinato a sede di uffici pubblici, poi ad abitazione privata. Massiccia costruzione di mole quadrata, con l'aspetto del palazzotto nobiliare.
- Castello dei Del Carretto. Edificato, nel XIV secolo dai marchesi Del Carretto subì un assedio nel 1431 da parte delle truppe dei Visconti che lo conquistarono. L'edificio andò in rovina tra il 1644 e il 1647. Il materiale lapideo servì per la costruzione del Castello dei Balestrino.

### Altro
- Parco della Resistenza
- Parco delle rose
- Fontana Azzurra
- Pian della Croce
- Angelo dell'Alta Langa, installazione artistica sulla piazza della Chiesa

## Società

### Evoluzione demografica
Abitanti censiti

### Etnie e minoranze straniere
Secondo i dati Istat al 31 dicembre 2017, i cittadini stranieri residenti a Bossolasco sono 91, così suddivisi per nazionalità, elencando per le presenze più significative:
1. Romania, 28

## Cultura
Nativo di Bossolasco è il pittore paesaggista Camillo Filippo Cabutti, discendente di un'importante famiglia locale e successivamente sindaco del paese.
Nella seconda metà del XX secolo i pittori torinesi Francesco Menzio ed Enrico Paulucci scelsero questo luogo per i loro soggiorni.
 Lo scrittore Beppe Fenoglio passò qui un mese di soggiorno negli ultimi anni della sua vita presso l'Hotel Bellavista, ancora oggi esistente.

### Manifestazioni, feste e fiere
- Mostre pittoriche e artistiche (periodo estivo)
- Festa della fioritura della rose (inizio giugno)
- Festa Patronale di San Giovanni Battista (circa metà giugno)
- Formaggi sotto le stelle (inizio agosto)
- Castagnata (fine ottobre)

### Prodotti tipici e cucina
I prodotti del territorio comunale sono: il vino Alta Langa, la nocciola del Piemonte, il miele, i formaggi. Nei boschi si possono trovare tartufi, funghi porcini, castagne, more, erbe officinali primaverili (valeriana, timo).
Molto praticata è la caccia, con presenza di selvaggina (cinghiale, capriolo, fagiano, lepre).
I piatti tradizionali sono quelli della cucina delle Langhe

### Istruzione

#### Scuole
Sul territorio è presente un istituto comprensivo, in Piazza Caduti per la Patria.

## Economia

### Agricoltura
Il territorio comunale è composto da vigneti per la produzione del vino spumante Alta Langa, da noccioleti dove si raccoglie la Nocciola del Piemonte ed altre colture di cereali.

### Turismo
Bossolasco è uno dei paesi più elevati di Alta Langa e negli anni settanta Bossolasco divenne stazione sciistica, grazie a un impianto a fune, tra quota 660 m. e 740 m.

## Amministrazione
| Periodo        | Periodo        | Primo cittadino    | Partito                              | Carica  | Note  |
| -------------- | -------------- | ------------------ | ------------------------------------ | ------- | ----- |
| 14 giugno 1999 | 14 giugno 2004 | Daniele Chiavarino | Indipendente                         | Sindaco | [ 9 ] |
| 14 giugno 2004 | 8 giugno 2009  | Luigi Manzone      | lista civica                         | Sindaco | [ 9 ] |
| 8 giugno 2009  | 26 maggio 2014 | Alessandro Barbero | lista civica                         | Sindaco | [ 9 ] |
| 26 maggio 2014 | in carica      | Franco Grosso      | lista civica: insieme per Bossolasco | Sindaco | [ 9 ] |

### Altre informazioni amministrative
Il comune faceva parte della comunità montana Alta Langa e Langa delle Valli Bormida e Uzzone, della quale era il capoluogo.

## Sport
Sono presenti, sul territorio comunale, impianti per la pratica di diversi sport.
- Stadio Comunale (Calcio a11/a7)
- Campetto Comunale (Calcio a5/tennis)
- Palestra (Sport vari)
- Campi bocce